# Trung Hưng (phường)
Trung Hưng là một phường thuộc thị xã Sơn Tây, thành phố Hà Nội, Việt Nam.
Tính đến năm 2008, phường Trung Hưng có 510,4 ha diện tích tự nhiên và 7.848 người.

## Địa lý
Địa giới hành chính phường Trung Hưng:
- Phía Bắc giáp phường Phú Thịnh
- Phía Tây Bắc giáp xã Đường Lâm
- Phía Tây giáp xã Thanh Mỹ
- Phía Nam và Đông Nam giáp phường Sơn Lộc
- Phía Đông giáp phường Quang Trung
- Phía Đông Bắc giáp phường Ngô Quyền.

Ranh giới tự nhiên phía Bắc và Đông Bắc của phường Trung Hưng với các phường Phú Thịnh, Ngô Quyền và Quang Trung là con sông Tích, với 3 cây cầu bắc qua lần lượt từ phía đầu nguồn (phía Bắc sang Đông) là: cầu Cộng, cầu Treo (tại góc ranh giới với 2 phường Ngô Quyền và Quang Trung - góc Tây Nam thành cổ Sơn Tây) và cầu Trì. Trên địa bàn phường Trung Hưng có đền Và (thôn Vân Gia) và di tích trại tù Sơn Tây (tại Xã Tắc, gần cầu Cộng). Phường Trung Hưng từng là một xã ngoại thị, địa hình gò đồi xen kẽ đất bằng trồng lúa.